# Estado sin litoral

En verde, países sin salida al mar. Liechtenstein y Uzbekistán en morado, son los únicos países sin litoral que, a la vez, limitan únicamente con otros países sin salida al mar.

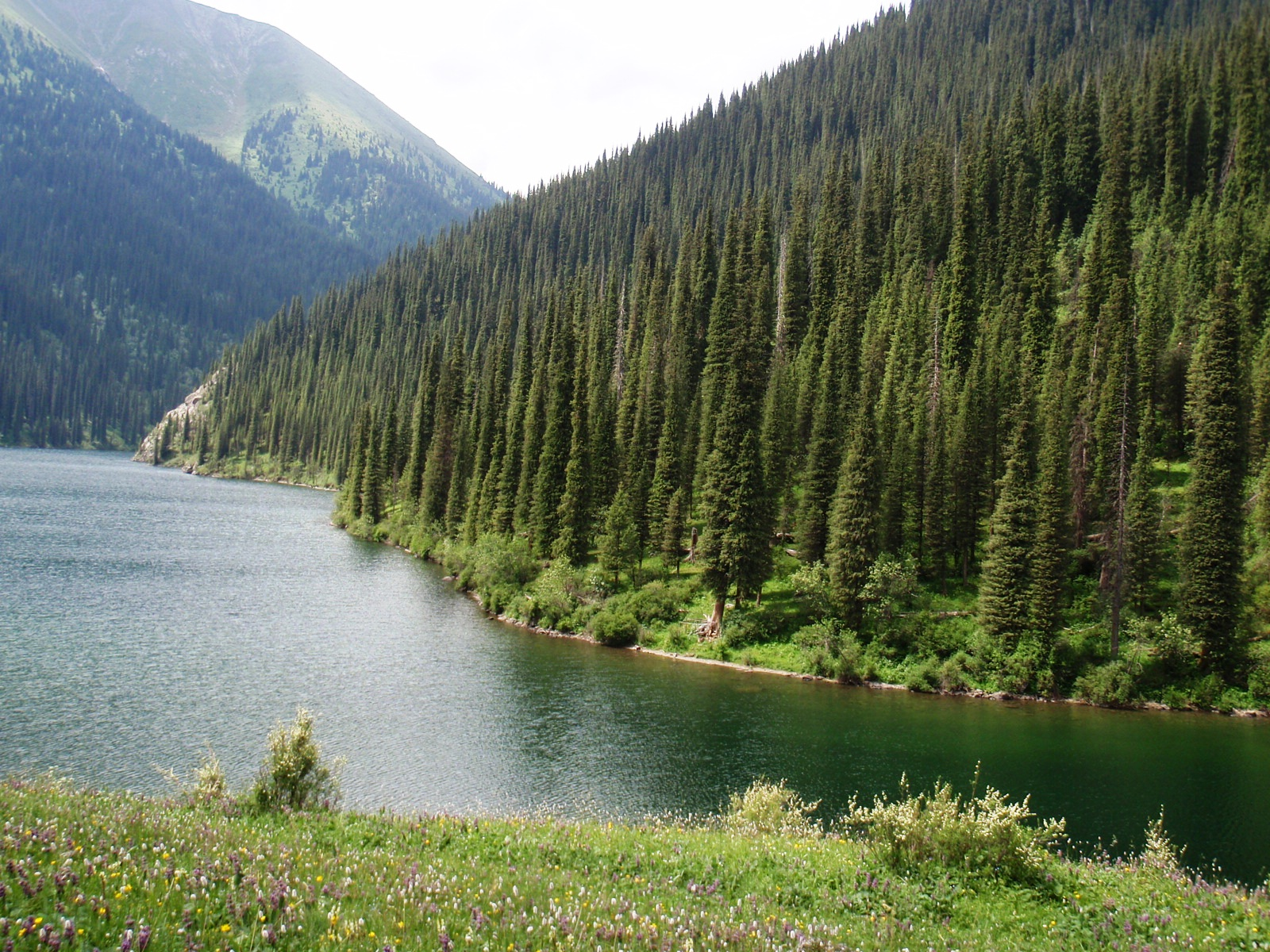
Paisaje en Kazajistán, el país más grande del mundo sin acceso al mar.

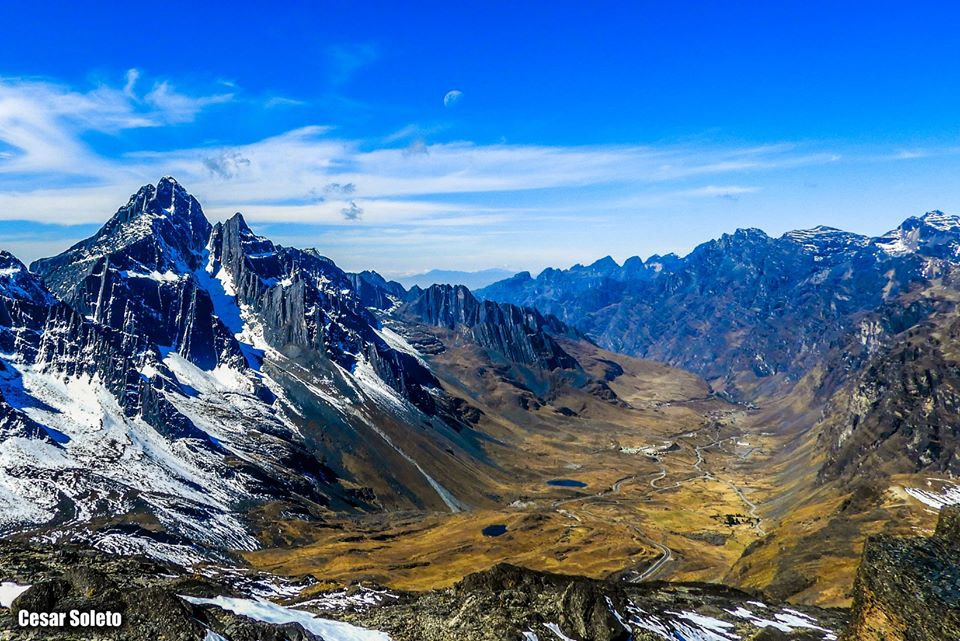
Bolivia es uno de los dos países en América sin acceso al mar.

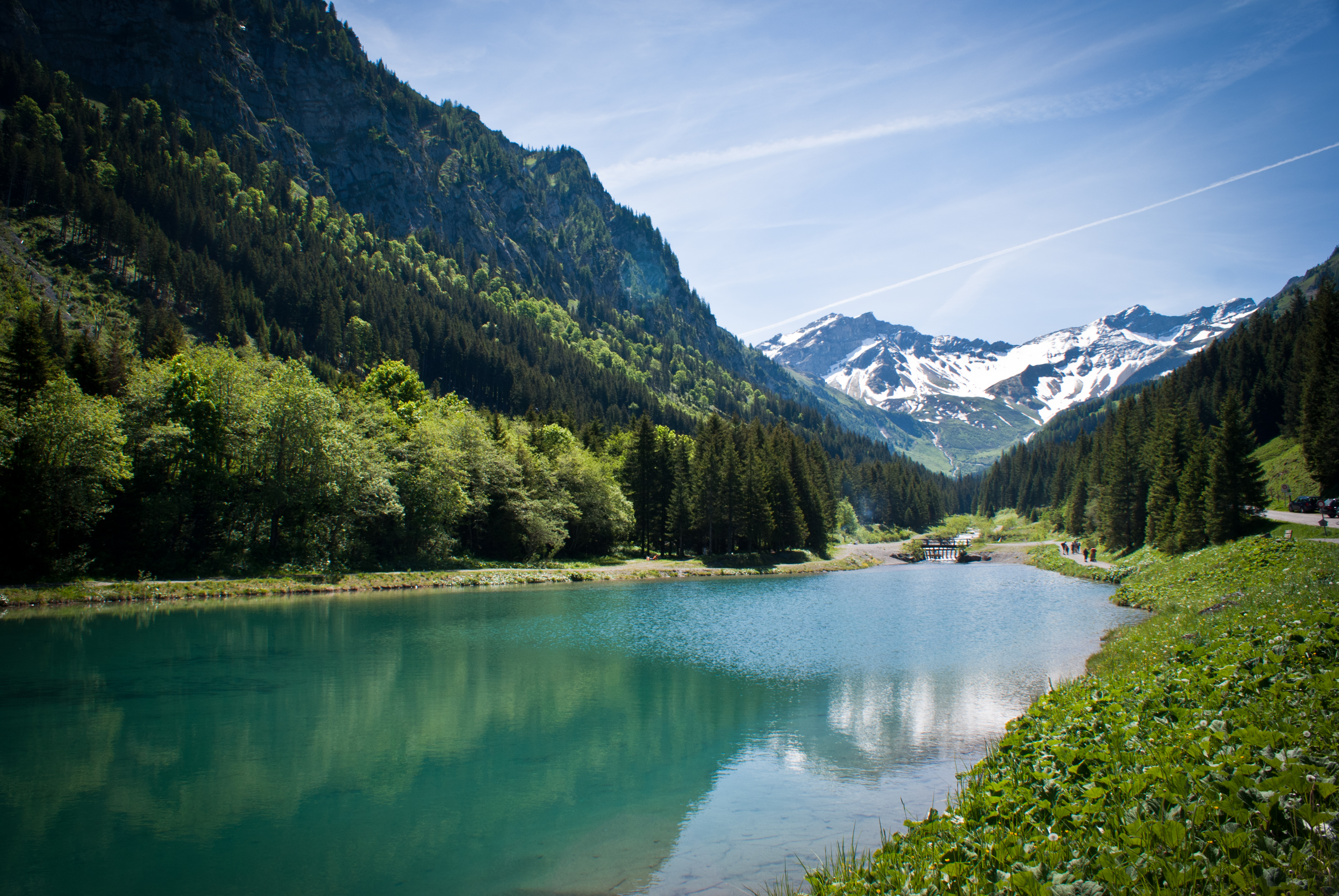
Liechtenstein es un pequeño principado doblemente aislado del mar en Europa.

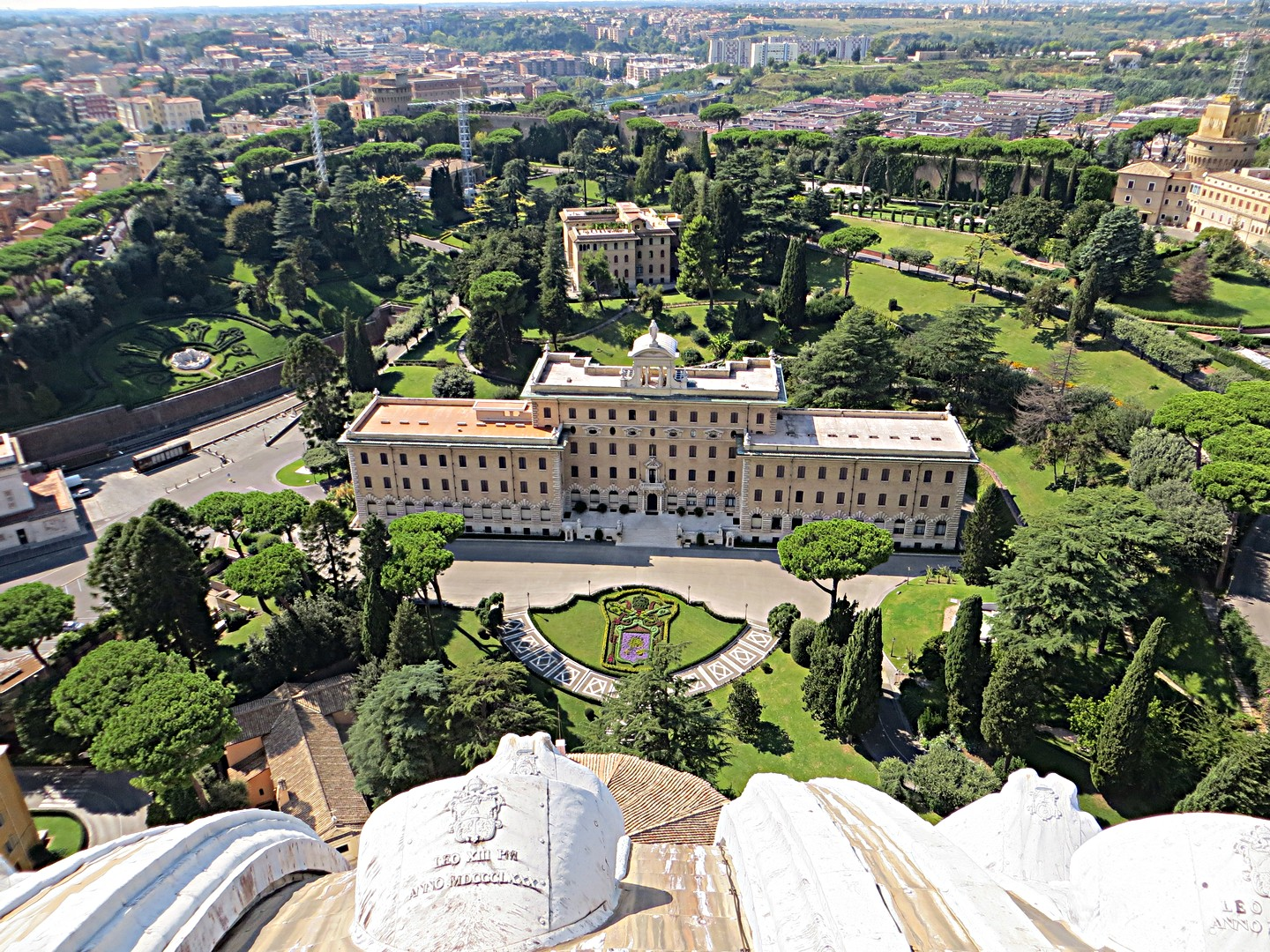
La Ciudad del Vaticano es el país más pequeño del mundo sin acceso al mar.

Se denomina Estado sin litoral o sin salida al mar a un país rodeado de tierra o que carece de salida al mar o al océano. En el año 2025 en el mundo hay 44 países que pueden ser considerados como tales.
Un mar cerrado o mar interior es, como su nombre indica, un mar que no está conectado a los océanos, debido a que está rodeado por dos o más países. El mar Caspio y el mar Muerto se consideran normalmente como lagos endorreicos. De acuerdo a esta denominación, el 44 % del agua contenida en los lagos del mundo se encuentra en el mar Caspio. Los países que solo limitan con cualquiera de estos lagos endorreicos también son considerados como «países sin salida al mar».
En el caso de los mares que se encuentran conectados con los océanos a través de estrechos canales, como el mar Báltico, el mar Mediterráneo y el mar Negro, estos pasos son de gran importancia estratégica para los países que controlan su acceso.
La mayor parte de los países sin salida al mar se encuentran en África y en Asia central, aunque también en Europa central hay un número importante de ellos.
En América, solo dos países se encuentran sin litoral que son los países sudamericanos de Bolivia y Paraguay, por lo que se considera que el continente americano es el que tiene menos países sin acceso al mar. 
Oceanía es un continente insular, libre de países sin litoral. 
El país sin salida al mar más grande del mundo es Kazajistán, mientras que el país sin salida al mar más pequeño del mundo es la Ciudad del Vaticano (que es también el país más pequeño del mundo).

## Significado
Históricamente, el no poseer acceso al mar implicaba una posición desventajosa, ya que separaba al país de las riquezas que se presentan en el litoral marino, como la pesca y especialmente el comercio marítimo. Como norma general, las zonas costeras del mundo son más prósperas y están más densamente habitadas que las interiores. Sin embargo, hay muchas excepciones, siendo los casos de ciertos países europeos que no tienen salida al mar como Andorra, Austria, Ciudad del Vaticano, Eslovaquia, Hungría, Liechtenstein, Luxemburgo, República Checa, San Marino y Suiza.
En el ámbito militar también se da lo mismo, ya que un país sin salida al mar no puede contar con una marina de guerra en caso de un conflicto bélico. Sin embargo, algunos países sin salida al mar se las han ingeniado para tener su propia armada, como el caso de Paraguay que cuenta con buques de guerra, Hungría con dragaminas y República Checa con patrulleras.[cita requerida] (Véase Anexo:Armadas de países sin salida al mar).
Los países han intentado mantener o conseguir una salida al mar. Así, la Sociedad Internacional del Congo, propietaria de los terrenos sobre los que se asienta la actual República Democrática del Congo, obtuvo una pequeña salida al mar en la Conferencia de Berlín de 1885. Para ello, Angola fue dividida en dos territorios. 
En la actualidad, Bosnia y Herzegovina mantiene esta pequeña localidad como salida al mar, dividiendo en dos las posesiones de Croacia en el mar Adriático. 
Después de la Primera Guerra Mundial, Polonia obtuvo el Corredor de Danzig para disponer de una salida al mar. 
El Danubio fue internacionalizado para permitir que Estados sin litoral, como Austria, Hungría y Checoslovaquia, tuvieran una salida segura al mar.
Algunos países sin salida al mar, se encuentran ubicados dentro de otro país, los cuales resultan ser enclaves. Actualmente solamente existen tres casos, los cuales son: la Ciudad del Vaticano y San Marino dentro de Italia, y Lesoto dentro de Sudáfrica. Y curiosamente estos tres países que son enclaves se encuentran dentro de países que sí tienen salida al mar.
Tras el Tratado de 1904 entre Chile y Bolivia, Bolivia pierde su acceso al océano Pacífico a cambio del pago de compensaciones de posguerra luego de enfrentarse en la Guerra del Pacífico.
Hungría también perdió su salida al mar a consecuencia del Tratado de Trianon de 1920: aunque Croacia poseía autonomía dentro de Hungría, la ciudad de Fiume era independiente, siendo gobernada como corpus separatum desde Budapest por un gobernador, ya que era el único puerto de Hungría. 
Cuando los aliados dividieron el antiguo Imperio otomano por el Tratado de Sèvres, se prometió a Armenia una salida al mar Negro a través de las actuales provincias turcas de Trabzon y Rize. Sin embargo, este acuerdo no se llevó a cabo debido a la Guerra de Independencia Turca, liderada por Mustafa Kemal Atatürk, y las aspiraciones armenias fueron eliminadas en el Tratado de Lausana.
La Convención de las Naciones Unidas sobre el Derecho del Mar permite a los países sin salida al mar el acceso al mismo sin tener que pagar aranceles o cuotas de paso a los países de tránsito. Las Naciones Unidas poseen un programa de acción para ayudar a los países en vías de desarrollo sin salidas al mar, siendo el actual responsable Anwarul Karim Chowdhury.
Algunos países poseen una línea litoral muy extensa pero inútil. Por ejemplo, los puertos de Rusia se encuentran en el océano Ártico y se congelan cada seis meses. Ganar el control de un puerto de aguas cálidas fue el motivo de la expansión rusa hacia el mar Báltico, el mar Negro y el océano Pacífico. 
Por otro lado, hay Estados que poseen línea costera, pero carecen de salida al mar. Este es el caso de los países ribereños del mar Caspio y del mar Muerto. Debido a que muchas veces son considerados lagos, los países ribereños se siguen incluyendo dentro de la lista de países sin salida al mar. 
Un país insular es un país rodeado completamente por mar, es decir, el caso opuesto a un Estado sin litoral.

## Lista de países sin salida al mar
| - Afganistán - Andorra - Armenia - Austria 1 - Azerbaiyán 2 - Bielorrusia - Bután - Bolivia 3 - Botsuana | - Burkina Faso - Burundi 4 - Chad - Ciudad del Vaticano - Eslovaquia 1 - Etiopía 4 - Hungría 1 - Kazajistán 2 - Kirguistán | - Kosovo 1 - Laos - Lesoto - Liechtenstein - Luxemburgo - Malaui - Mali - Moldavia 1 - Mongolia | - Nepal - Níger - Paraguay 3 - República Centroafricana - República Checa 1 - Macedonia del Norte - Ruanda 4 - San Marino - Serbia 1 | - Suazilandia - Sudán del Sur 4 - Suiza - Tayikistán - Turkmenistán 2 - Uganda 4 - Uzbekistán - Zambia - Zimbabue |

1. Estados con salida al mar Negro por medio del río Danubio.
2. Estados con salida al mar Caspio (no es considerado un mar, sino un lago endorreico; motivo por el cual estos países siguen siendo considerados como países sin salida al mar).
3. Estados con salida al océano Atlántico por medio de la hidrovía río Paraguay-río Paraná-Río de La Plata.
4. Estados con salida al mar Mediterráneo por medio del río Nilo.

Los Estados se pueden agrupar en grupos contiguos:
- África Central (10): Burkina Faso, Burundi, República Centroafricana, Chad, Etiopía, Malí, Níger, Ruanda, Sudán del Sur y Uganda
- Europa Central (9): Austria, República Checa, Eslovaquia, Hungría, Kosovo, Liechtenstein, Macedonia del Norte, Serbia y Suiza
- Asia Central (6): Afganistán, Kazajistán, Kirguistán, Tayikistán, Turkmenistán y Uzbekistán
- África del Sur (4): Botsuana, Malaui, Zambia y Zimbabue
- América (2): Bolivia y Paraguay
- Cáucaso (2): Armenia y Azerbaiyán.

Los siguientes Estados sin salida al mar están rodeados solo por países ribereños: 
- Europa (6): Andorra, Bielorrusia, Ciudad del Vaticano, Luxemburgo, Moldavia y San Marino
- Asia (4): Bután, Laos, Mongolia y Nepal
- África (2): Lesoto y Suazilandia.

Europa y África son los continentes con más Estados sin salida al mar (17 y 16 respectivamente); Asia tiene 10 y en América solo hay 2. Oceanía es el único continente en el que no los hay, siendo además el único continente con una sola frontera terrestre, la que separa Papúa Nueva Guinea de la provincia indonesia de Papúa.

### Doble aislamiento
Un Estado sin salida al mar, cuyas fronteras sean con otros Estados sin salida al mar, es un Estado doblemente aislado. Un ciudadano de ese país deberá cruzar dos fronteras para acceder al mar. Solo existen dos casos en el mundo, Liechtenstein en la Europa Central (rodeado por Austria y Suiza), y Uzbekistán, en Asia Central (rodeado por Afganistán, Kazajistán, Kirguistán, Tayikistán y Turkmenistán).
Sin embargo, sus Estados vecinos tienen salidas indirectas al mar, como a través del río Danubio, en el primer caso, o a través de los canales hacia el mar Caspio, en el segundo. Además, Liechtenstein posee salida propia a través del río Rin. 
Antes de 1919 y desde 1938 hasta 1945 no existieron Estados doblemente aislados. En el periodo anterior al fin de la Primera Guerra Mundial, los países de Asia Central formaban parte del Imperio ruso y Liechtenstein tenía frontera con un Estado con costa, el Imperio Austrohúngaro. En el periodo entre 1938 y 1945, Uzbekistán formaba parte de la Unión de Repúblicas Socialistas Soviéticas y Austria había sido anexada a la Alemania nazi, por lo que Liechtenstein hacía frontera con un Estado con costa.

### Casi aislados

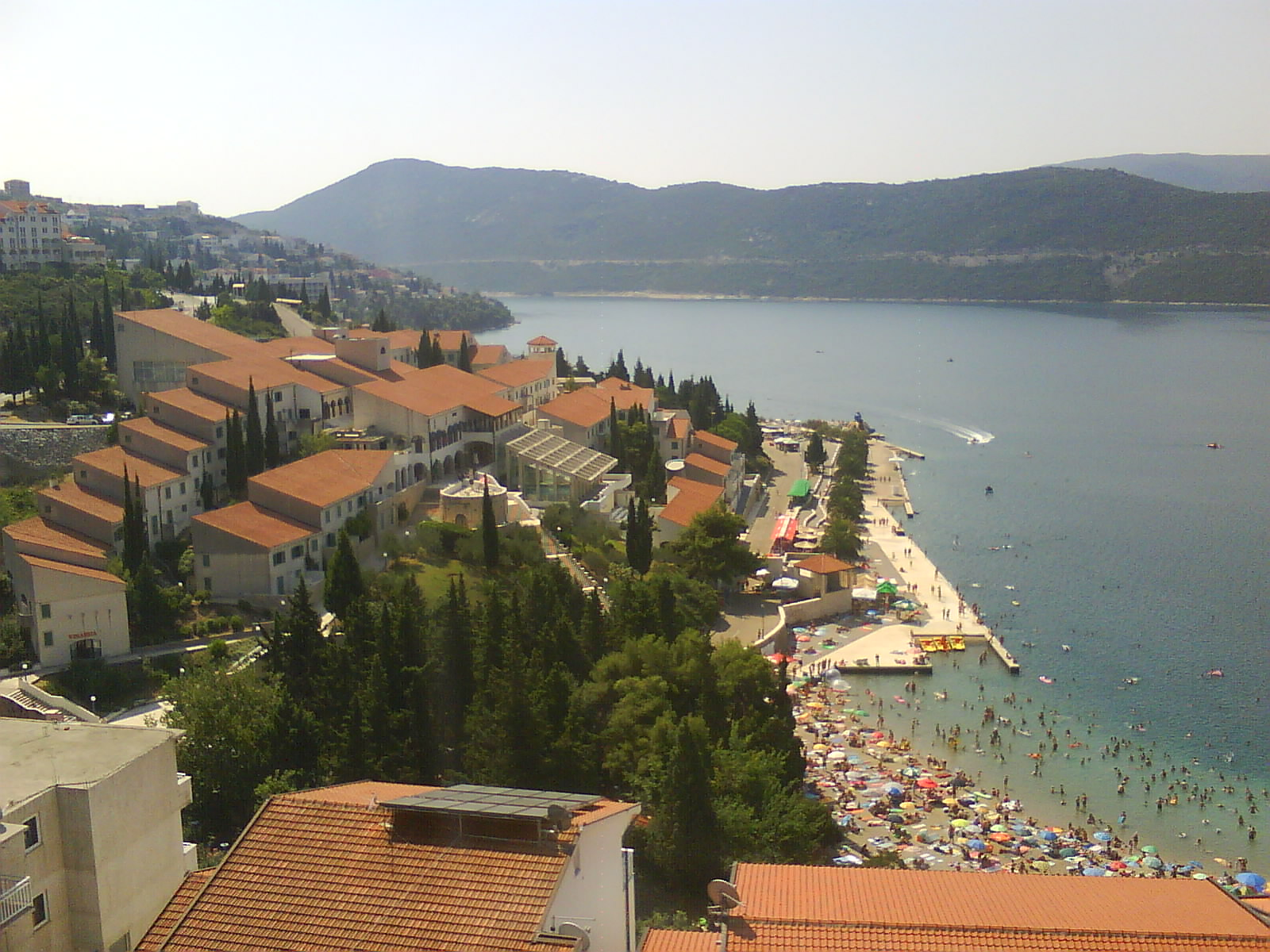
Neum es el único acceso de Bosnia y Herzegovina al mar Mediterráneo.

Los siguientes Estados destacan por tener una pequeña salida al mar en comparación con sus fronteras terrestres. En la lista, se incluyen países cuya costa sea inferior al 10 % del total de fronteras:
- República Democrática del Congo (0,3 %)
- Bosnia y Herzegovina (1,4 %)
- Irak (1,6 %)
- Jordania (1,6 %)
- República del Congo (3 %)
- Togo (3,3 %)
- Eslovenia (3,4 %)
- Bélgica (4,6 %)
- Benín (6 %)
- Siria (9 %)

## Tratados para acceso al mar
Un país aislado puede ganar acceso al mar a través de los llamados corredores con soberanía o solo facilidades aduaneras sin soberanía:
Polonia: En el Tratado de Versalles de 1919, una parte de Alemania, denominada el Corredor polaco, fue cedida a la Segunda República Polaca para obtener acceso al mar. Con este corredor Polonia pasó a ser un estado con salida soberana al mar.
Esta decisión polaca no satisfizo al Reino Unido ni a Francia, pero dejó a Hitler la posibilidad de negociar con la URSS un acuerdo de no agresión, que se firmó en agosto del mismo año. De esta forma se precipitó la invasión de Polonia el 1 de septiembre de 1939, lo que dio inicio a la Segunda Guerra Mundial. Tropas alemanas ocuparon el Corredor en pocos días y lo incorporaron a Prusia Oriental, expulsando a la población polaca.
Sin embargo, después de la Segunda Guerra Mundial, el nuevo trazado de las fronteras de Polonia y el consiguiente 'cambio' de las fronteras del país dejaron una costa muy ampliada, lo que permite un acceso mucho mayor al mar que nunca fue posible antes. Este evento tiene mucha importancia para el futuro de Polonia como nación industrializada, se alude a las Bodas de Polonia con el Mar de 1945.
República Democrática del Congo: En La Conferencia de Berlín, celebrada entre el 15 de noviembre de 1884 y el 26 de febrero de 1885 en la ciudad de Berlín fue convocada por Francia y el Reino Unido y organizada por el Canciller Otto von Bismarck con el fin de resolver los problemas que planteaba la expansión colonial en África y resolver su repartición, en la cual la actual República Democrática del Congo, obtuvo una pequeña salida al mar o corredor dividiendo a Angola en dos territorios
Bolivia: Tiene facilidades para acceder al océano Pacífico por el puerto peruano de Ilo, mediante un tratado efectuado en el año 1979 donde Perú dio a Bolivia una franja de casi 7 km bajo el nombre de Bolivia Mar para uso comercial sin soberanía, pero por dificultades de distancia e infraestructura Bolivia prefiere usar puertos chilenos de Antofagasta, cuyo territorio antes de la Guerra del Pacífico fue administrado por Bolivia, y Arica. Chile da facilidades para uso comercial de sus puertos a Bolivia, sin recargos aduaneros y tributarios pero sin soberanía; por lo tanto, no existe un corredor.
Paraguay: En 1617, durante el gobierno de Hernandarias se produjo la división de la Provincia en dos gobernaciones: la del Paraguay y la de Buenos Aires. De esta forma Paraguay perdió la zona marítima del estuario del río de La Plata. Actualmente tiene un corredor por el río Paraná que desembocan en el Río de la Plata y que son utilizados como vías de salida al mar.

## Falta de conexiones ferroviarias
Mientras que América del Norte y Europa están perfectamente interconectadas (aunque con algunas dificultades surgidas con la tecnología incompatible), África, Sudamérica, Centroamérica y Asia carecen de buenas conexiones ferroviarias. Esto puede recibir el nombre de "aislamiento ferroviario". Katmandú, la capital de Nepal, es una ciudad sin conexiones ferroviarias dentro de un país sin salida al mar.